# Fødevareministre fra Danmark

## Danske fødevareministre
| Fødevareminister       | Parti              | Tiltrædelse | Afgang     | Regeringer                                                                   |
| ---------------------- | ------------------ | ----------- | ---------- | ---------------------------------------------------------------------------- |
| Henrik Dam Kristensen  | Socialdemokratiet  | 30.12.1996  | 23.02.2000 | Regeringen Poul Nyrup Rasmussen III & IV                                     |
| Ritt Bjerregaard       | Socialdemokratiet  | 23.02.2000  | 27.11.2001 | Regeringen Poul Nyrup Rasmussen IV                                           |
| Mariann Fischer Boel   | Venstre            | 27.11.2001  | 02.08.2004 | Regeringen Anders Fogh Rasmussen I                                           |
| Hans Christian Schmidt | Venstre            | 02.08.2004  | 12.09.2007 | Regeringen Anders Fogh Rasmussen I & II                                      |
| Eva Kjer Hansen        | Venstre            | 12.09.2007  | 23.02.2010 | Regeringen Anders Fogh Rasmussen II,III og Regeringen Lars Løkke Rasmussen I |
| Henrik Høegh           | Venstre            | 23.02.2010  | 03.10.2011 | Regeringen Lars Løkke Rasmussen I                                            |
| Mette Gjerskov         | Socialdemokraterne | 03.10.2011  | 09.08.2013 | Regeringen Helle Thorning-Schmidt I                                          |
| Karen Hækkerup         | Socialdemokraterne | 09.08.2013  | 12.12.2013 | Regeringen Helle Thorning-Schmidt I                                          |
| Dan Jørgensen          | Socialdemokraterne | 12.12.2013  | 28.06.2015 | Regeringen Helle Thorning-Schmidt I & II                                     |
| Eva Kjer Hansen        | Venstre            | 28.06.2015  | 29.02.2016 | Regeringen Lars Løkke Rasmussen II                                           |
| Esben Lunde Larsen     | Venstre            | 29.02.2016  | 02.05.2018 | Regeringen Lars Løkke Rasmussen II & III                                     |
| Jakob Ellemann-Jensen  | Venstre            | 02.05.2018  | 27.06.2019 | Regeringen Lars Løkke Rasmussen III                                          |
| Mogens Jensen          | Socialdemokratiet  | 27.06.2019  | 19.11.2020 | Regeringen Mette Frederiksen I                                               |
| Rasmus Prehn           | Socialdemokratiet  | 19.11.2020  | 15.12.2022 | Regeringen Mette Frederiksen I                                               |
| Jacob Jensen           | Venstre            | 15.12.2022  | Nuværende  | Regeringen Mette Frederiksen II                                              |

## Danske landbrugsministre
| Landbrugsminister     | Parti                | Tiltrædelse | Afgang     | Regeringer                                                                               |
| --------------------- | -------------------- | ----------- | ---------- | ---------------------------------------------------------------------------------------- |
| Knud Sehested         | Højre                | 22.05.1896  | 23.05.1897 | Ministeriet Reedtz-Thott                                                                 |
| Alfred Hage           | Højre                | 23.05.1897  | 27.04.1900 | Ministeriet Hørring                                                                      |
| Frederik Friis        | Højre                | 27.04.1900  | 24.07.1901 | Ministeriet Sehested                                                                     |
| Ole Hansen            | Venstre              | 24.07.1901  | 24.07.1908 | Regeringen Deuntzer & Regeringen Christensen l                                           |
| Anders Nielsen        | Venstre              | 24.07.1908  | 28.10.1909 | Ministeriet Neergaard I                                                                  |
| Poul Christensen      | Venstre              | 28.10.1909  | 05.07.1910 | Ministeriet Zahle I                                                                      |
| Anders Nielsen        | Venstre              | 05.07.1910  | 21.06.1913 | Ministeriet Holstein-Ledreborg & Ministeriet Klaus Berntsen                              |
| Kristian Pedersen     | Det Radikale Venstre | 21.06.1913  | 29.03.1920 | Ministeriet Zahle II                                                                     |
| Waldemar Oxholm       | uden for partierne   | 30.03.1920  | 05.04.1920 | Ministeriet Otto Liebe                                                                   |
| Christian Sonne       | De Frikonservative   | 05.04.1920  | 05.05.1920 | Ministeriet M.P. Friis                                                                   |
| Thomas Madsen-Mygdal  | Venstre              | 05.05.1920  | 23.04.1924 | Ministeriet Neergaard II & III                                                           |
| Kristen Bording       | Socialdemokratiet    | 23.04.1924  | 14.12.1926 | Ministeriet Thorvald Stauning I                                                          |
| Thomas Madsen-Mygdal  | Venstre              | 14.12.1926  | 30.03.1929 | Ministeriet Madsen-Mygdal                                                                |
| Kristen Bording       | Socialdemokratiet    | 30.03.1929  | 05.05.1945 | Ministeriet Thorvald Stauning II & III; Regeringen Vilhelm Buhl I; Regeringen Scavenius  |
| Erik Eriksen          | Venstre              | 05.05.1945  | 13.11.1947 | Regeringen Vilhelm Buhl II; Regeringen Knud Kristensen                                   |
| Kristen Bording       | Socialdemokratiet    | 13.11.1947  | 16.09.1950 | Regeringen Hans Hedtoft I                                                                |
| Carl Petersen         | Socialdemokratiet    | 16.09.1950  | 30.10.1950 | Regeringen Hans Hedtoft I                                                                |
| Henrik Hauch          | Venstre              | 30.10.1950  | 13.09.1951 | Regeringen Erik Eriksen                                                                  |
| Jens Sønderup         | Venstre              | 13.09.1951  | 30.09.1953 | Regeringen Erik Eriksen                                                                  |
| Jens Smørum           | Socialdemokratiet    | 30.09.1953  | 28.05.1957 | Regeringen Hans Hedtoft II & Regeringen H.C. Hansen I                                    |
| Karl Skytte           | Det Radikale Venstre | 28.05.1957  | 26.09.1964 | Regeringen H.C. Hansen II; Regeringen Viggo Kampmann I & II; Regeringen Jens Otto Krag I |
| Christian Thomsen     | Socialdemokratiet    | 26.09.1964  | 02.02.1968 | Regeringen Jens Otto Krag II                                                             |
| Peter Larsen          | Venstre              | 02.02.1968  | 14.07.1970 | Regeringen Hilmar Baunsgaard                                                             |
| Henry Christensen     | Venstre              | 14.07.1970  | 11.10.1971 | Regeringen Hilmar Baunsgaard                                                             |
| Ib Frederiksen        | Socialdemokratiet    | 11.10.1971  | 11.12.1973 | Regeringen Jens Otto Krag III; Regeringen Anker Jørgensen I                              |
| Niels Anker Kofoed    | Venstre              | 11.12.1973  | 14.02.1975 | Regeringen Poul Hartling                                                                 |
| Poul Dalsager         | Socialdemokratiet    | 14.02.1975  | 30.08.1978 | Regeringen Anker Jørgensen II                                                            |
| Niels Anker Kofoed    | Venstre              | 30.08.1978  | 26.10.1979 | Regeringen Anker Jørgensen III                                                           |
| Poul Dalsager         | Socialdemokratiet    | 26.10.1979  | 20.01.1981 | Regeringen Anker Jørgensen IV                                                            |
| Bjørn Westh           | Socialdemokraterne   | 20.01.1981  | 10.09.1982 | Regeringen Anker Jørgensen V                                                             |
| Niels Anker Kofoed    | Venstre              | 10.09.1982  | 12.03.1986 | Regeringen Poul Schlüter I                                                               |
| Britta Schall Holberg | Venstre              | 12.03.1986  | 10.09.1987 | Regeringen Poul Schlüter I                                                               |
| Laurits Tørnæs        | Venstre              | 10.09.1987  | 25.01.1993 | Regeringen Poul Schlüter II, III & IV                                                    |
| Bjørn Westh           | Socialdemokratiet    | 25.01.1993  | 27.09.1994 | Regeringen Poul Nyrup Rasmussen I                                                        |
| Henrik Dam Kristensen | Socialdemokratiet    | 27.09.1994  | 30.12.1996 | Regeringen Poul Nyrup Rasmussen II                                                       |
| Eva Kjer Hansen       | Venstre              | 23.11.2007  | 23.02.2010 | Regeringen Anders Fogh Rasmussen III & Lars Løkke Rasmussen I                            |
| Henrik Høegh          | Venstre              | 23.02.2010  | 03.10.2011 | Regeringen Lars Løkke Rasmussen I                                                        |
| Mette Gjerskov        | Socialdemokratiet    | 03.10.2011  | 09.08.2013 | Regeringen Helle Thorning-Schmidt I                                                      |
| Karen Hækkerup        | Socialdemokratiet    | 09.08.2013  | 12.12.2013 | Regeringen Helle Thorning-Schmidt I                                                      |
| Dan Jørgensen         | Socialdemokratiet    | 12.12.2013  | 28.06.2015 | Regeringen Helle Thorning-Schmidt I & II                                                 |
| Rasmus Prehn          | Socialdemokratiet    | 19.11.2020  | 15.12.2022 | Regeringen Mette Frederiksen I                                                           |
| Jacob Jensen          | Venstre              | 15.12.2022  | Nuværende  | Regeringen Mette Frederiksen II                                                          |

## Danske fiskeriministre
| Fiskeriminister        | Parti                       | Tiltrædelse | Afgang     | Regeringer                                                     |
| ---------------------- | --------------------------- | ----------- | ---------- | -------------------------------------------------------------- |
| Christian Christiansen | Socialdemokratiet           | 13.11.1947  | 30.10.1950 | Regeringen Hans Hedtoft I                                      |
| Knud Rée               | Venstre                     | 30.10.1950  | 30.09.1953 | Regeringen Erik Eriksen                                        |
| Christian Christiansen | Socialdemokratiet           | 30.09.1953  | 28.05.1957 | Regeringen Hans Hedtoft I; Regeringen H.C. Hansen I            |
| Oluf Pedersen          | Retsforbundet               | 28.05.1957  | 21.02.1960 | Regeringen H.C. Hansen II; Regeringen Viggo Kampmann I         |
| A.C. Normann           | Det Radikale Venstre        | 21.02.1960  | 26.09.1964 | Regeringen Viggo Kampmann II; Regeringen Jens Otto Krag I & II |
| H. Larsen-Bjerre       | Socialdemokratiet           | 26.09.1964  | 08.10.1964 | Regeringen Jens Otto Krag II                                   |
| Jens Risgaard Knudsen  | Socialdemokratiet           | 08.10.1964  | 02.02.1968 | Regeringen Jens Otto Krag II                                   |
| A.C. Normann           | Det Radikale Venstre        | 02.02.1968  | 11.10.1971 | Regeringen Hilmar Baunsgaard                                   |
| Chr. Thomsen           | Socialdemokratiet           | 11.10.1971  | 27.09.1973 | Regeringen Jens Otto Krag III; Regeringen Anker Jørgensen I    |
| Ib Frederiksen         | Socialdemokratiet           | 27.09.1973  | 19.12.1973 | Regeringen Anker Jørgensen I                                   |
| Niels Anker Kofoed     | Venstre                     | 19.12.1973  | 13.02.1975 | Regeringen Poul Hartling                                       |
| Poul Dalsager          | Socialdemokratiet           | 13.02.1975  | 26.02.1977 | Regeringen Anker Jørgensen II                                  |
| Svend Jakobsen         | Socialdemokratiet           | 26.02.1977  | 26.10.1979 | Regeringen Anker Jørgensen II & III                            |
| Poul Dalsager          | Socialdemokratiet           | 26.10.1979  | 20.01.1981 | Regeringen Anker Jørgensen IV                                  |
| Karl Hjortnæs          | Socialdemokratiet           | 20.01.1981  | 10.09.1982 | Regeringen Anker Jørgensen IV & V                              |
| Henning Grove          | Det Konservative Folkeparti | 10.09.1982  | 12.03.1986 | Regeringen Poul Schlüter I                                     |
| Lars P. Gammelgaard    | Det Konservative Folkeparti | 12.03.1986  | 05.10.1989 | Regeringen Poul Schlüter I, II & III                           |
| Kent Kirk              | Det Konservative Folkeparti | 05.10.1989  | 25.01.1993 | Regeringen Poul Schlüter III & IV                              |
| Bjørn Westh            | Socialdemokratiet           | 25.01.1993  | 27.09.1994 | Regeringen Poul Nyrup Rasmussen I                              |
| Henrik Dam Kristensen  | Socialdemokratiet           | 27.09.1994  | 30.12.1996 | Regeringen Poul Nyrup Rasmussen II                             |
| Karen Ellemann         | Venstre                     | 07.08.2017  | 02.05.2018 | Regeringen Lars Løkke Rasmussen III                            |